# روزيتا ستون
روزيتا ستون (بالإنجليزية: Rosetta Stone)‏ هي برمجية احتكارية لتعليم اللغات بمساعدة الحاسب الآلي طورتها شركة روزيتا ستون. الشعار والاسم روزيتا ستون يعني حجر رشيد فهذا الحجر كان أهم اكتشاف في تاريخ الحضارة المصرية لأنه فك رموز وطلاسم اللغة الفرعونية وبهذا الاكتشاف عرفنا الكثير مما كنا نجهله عن تلك الحضارة العريقة، قامت هذه الشركة بتسمية برنامجها التعليمي بهذا الاسم نظراُ لانه يساعد الناس في فك رموز وكلمات اللغات المختلفة. يتكون هذا البرنامج من 5 مستويات تعليمية: مبتدئ، متوسط، متقدم، متقدم، خبير. يقع مقر الشركة في مقاطعة أرلنغتون، فيرجينيا تحتوي المجموعة التعليمة نظام تعليمي تفاعلي يدمج بين الصوت والحركة والكتابة بمستويات مختلفة تتصاعد في الصعوبة بناء على تقدم لطالب لتقدم كلمات مختلفة واستخدام القواعد اللغوية بطريقة بديهية بدون تمرينات أو ترجمات. وتسمى هذه الطريقة طريقة الغمس الفعال الشركة تقول إن البرمجية ممصمة لتعليم اللغات كما تعلم الإنسان لغته الأم.

## التاريخ
وفقا للشركة، تعلم ألين ستولتزفوس اللغة الألمانية من خلال معيشته في ألمانيا، وجدت أنه من السهل نسبيا.

## وصلات خارجية
- [ http://www.rosettastone.com الموقع الرسمي]